# Meje (Split)
Meje – dzielnica Splitu, drugiego co do wielkości miasta Chorwacji. Zlokalizowana jest w południowo-zachodniej części miasta, ma 4 196 mieszkańców i 1,50 km² powierzchni.
Dużą część dzielnicy zajmują tereny zielone.
Obszar dzielnicy Meje ograniczają:
- od północy – ulica šetalište Alberta Maranguni i ulica Botićevo šetalište,
- od wschodu i południa – Morze Adriatyckie.

Od północy dzielnica Meje sąsiadujące z dzielnicą Varoš.